# Caravia La Alta
Caravia La Alta (en asturiano y oficialmente, Caravia L'Alta) es una de las dos parroquias del concejo asturiano de Caravia, en el norte de España. Limita al norte con el mar Cantábrico, al sur con la parroquia de Linares, perteneciente al concejo de Ribadesella al este con Berbes, también en Ribadesella y por último al oeste con Caravia Baja. La parroquia tiene una extensión de 8,05 km² y una población de 263 habitantes de acuerdo al INE de 2021. 
El lugar de Prado que es la capital del concejo, está situado a una altitud de 134 m, dentro de los límites de la parroquia. En ella se encuentra también la playa llamada Arenal de Moris. 
Sus fiestas se celebran el primer domingo de septiembre en honor a Nuestra Señora de la Consolación.

## Entidades de población
Según el nomenclátor de  2008 comprende las poblaciones de:
- Bandalisque (casería): 13 habitantes
- La Cantiella (casería): 26 habitantes
- Cerracín (casería): 12 habitantes
- Prado (Caravia L'Alta/Prado)[2] (lugar): 206 habitantes
- Pumarín (casería): 34 habitantes
- La Rotella (casería): 33 habitantes